# كونشا فيلاسكو
كونشا فيلاسكو (بالإسبانية: Concha Velasco) هي مغنية ومقدمة تلفزيونية وممثلة إسبانية، ولدت في 29 نوفمبر 1939 في بلد الوليد في إسبانيا. من الجوائز التي نالتها جائزة جويا الشرفية ‏ سنة 2013 سنة 1987 سنة 2016.

## جوائز
- جائزة جويا الشرفية [الإنجليزية]‏ (2013)
- ميدالية الاستحقاق الذهبية في الفنون الجميلة (إسبانيا) (1987)
- جائزة المسرح الوطني [الإنجليزية]‏ (2016)

## وصلات خارجية
- كونشا فيلاسكو على موقع IMDb (الإنجليزية)
- كونشا فيلاسكو على موقع ألو سيني (الفرنسية)
- كونشا فيلاسكو على موقع ميوزك برينز (الإنجليزية)
- كونشا فيلاسكو على موقع تيرنر كلاسيك موفيز (الإنجليزية)
- كونشا فيلاسكو على موقع أول موفي (الإنجليزية)
- كونشا فيلاسكو على موقع قاعدة بيانات الأفلام السويدية (السويدية)
- كونشا فيلاسكو على موقع ديسكوغز (الإنجليزية)
- كونشا فيلاسكو على موقع قاعدة بيانات الفيلم (الإنجليزية)
- كونشا فيلاسكو على موقع كينوبويسك (الروسية)